# 卡莉·格雷
卡莉·格雷（英語：Karlee Grey，1994年1月25日—），美國色情女演員及模特兒，著名作品如《下流話》（Dirty Talk 3，2016年）和《安琪拉爱女人3》（Angela Loves Women 3，2017年）等。
格雷出生於马萨诸塞州弗雷明翰的一個巴西和義大利裔的家庭。2014年，年僅20歲的她以成人女星的身份進入業界。格雷曾與邪惡影像、Erotica X、Evil Angel、Elegant Angel、Girlfriends Films和Brazzers等成人片商合作過。2016年，她在AVN獎和XBIZ獎同時入圍了最佳女演員獎。
她懷孕後於2019年初暫時退休，並於同年晚些時候恢復工作。

## 外部連結
- 卡莉·格雷的Instagram帳戶
- 卡莉·格雷的X（前Twitter）
- Karlee Grey在互联网电影资料库（IMDb）上的資料（英文）
- 卡莉·格雷在網際網路成人電影資料庫
- 成人電影資料庫上卡莉·格雷的资料（英文）